# 潘巴克山脈

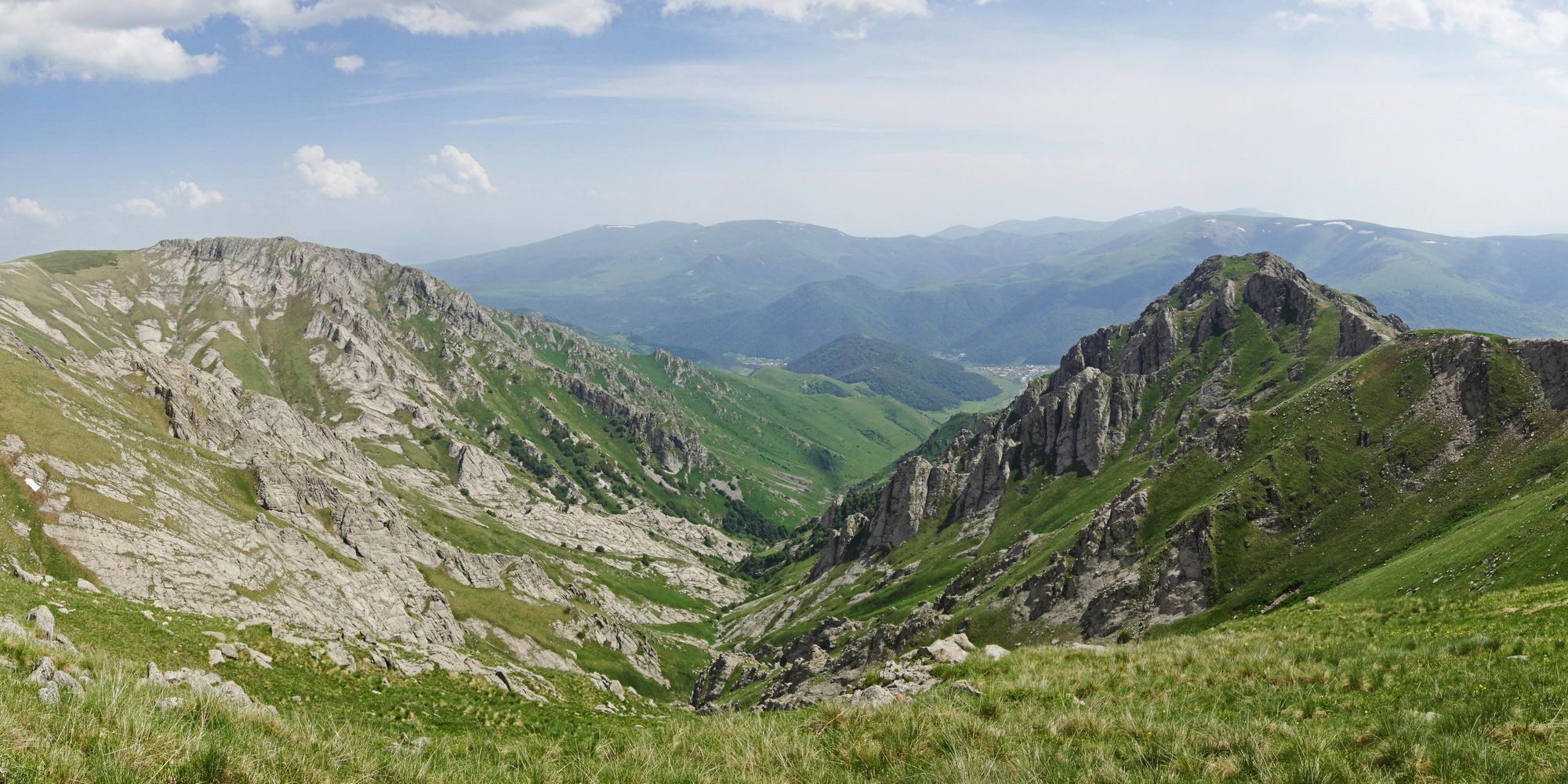

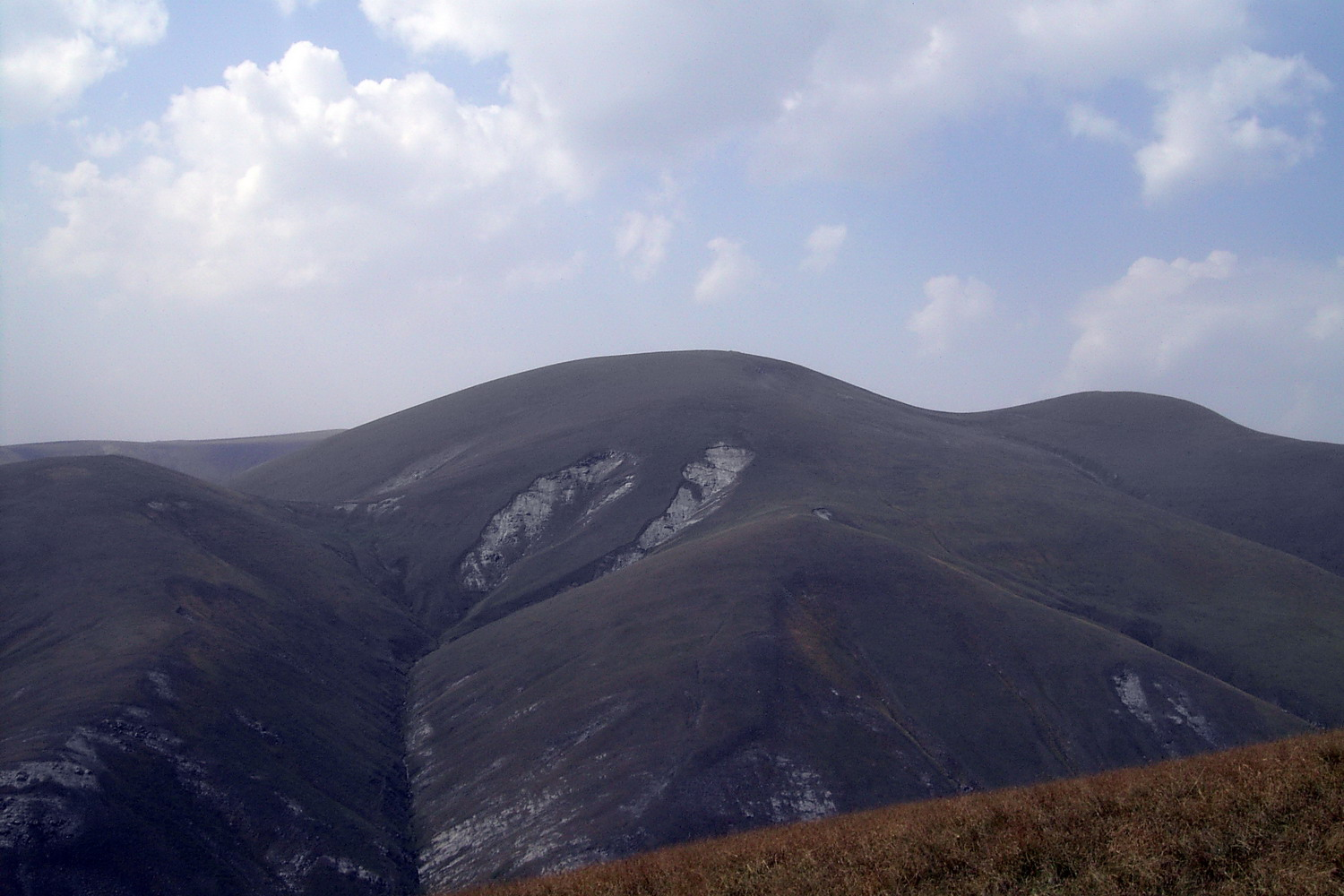

40°42′58″N 44°25′09″E / 40.716020°N 44.419286°E
潘巴克山脈是亞美尼亞的山脈，屬於亞美尼亞高原的一部分，從久姆里一直延伸至塞凡湖，是庫拉河和阿拉斯河的集水區，最高點海拔高度3,101米。